# Ангелы, к нам весть дошла
Ангелы, к нам весть дошла (фр. Les Anges dans nos campagnes) — французская рождественская песня.
О гимне «Ангелы, к нам весть дошла» известно крайне мало. Это самая знаменитая из французских рождественских песен. Она всегда печаталась без указания авторов. Считается, что её корни восходят к 129 году нашей эры, когда Телесфор, епископ Римский постановил исполнение рождественского гимна в церкви. Со временем именно этот гимн превратился в народную песню, которую пели во Франции в XVIII веке. Согласно легенде, французские пастухи, день и ночь пасущие стада на холмах на юге Франции, установили такую рождественскую традицию: вечером перед Рождеством они восклицали с холма на холм: «Слава в вышних Богу!», передавая друг другу весть о Рождестве Христовом.
Однако, такое происхождение маловероятно. Навряд ли песня могла прожить почти 2 тысячелетия, передаваясь из уст в уста. К тому же её мелодия ясно указывает на написание в более современный период. Она типична для французских рождественских песен. Вдобавок, нет никаких документов, подтверждающих эту версию.
Скорее всего, этот гимн был написан в XVIII веке во Франции. Впервые его мелодия с текстом были опубликованы в 1855 году. Но ещё к 1816 году он стал известен в Англии. Именно он вдохновил написание другого гимна — «Ангелы с высот небесных».
Самый известный английский перевод гимна «Ангелы, к нам весть дошла» сделан в 1862 году Джеймсом Чадвиком, ректором католического Колледжа Ашо в Англии, позже ставшим епископом Ньюкасла.
Чаще всего этот гимн поют на мелодию «Глория» — народную мелодию, аранжированную американским композитором и церковным органистом Эдвардом Барнсом, жившим в первой половине XX века.
Самая запоминающаяся часть этого гимна — его припев. «Слава в вышних Богу» — это восклицание пастухов пришедших поклониться Иисусу Христу. Во французском и английском вариантах гимна сохранен латинский перевод этих слов: Gloria in Excelsis Deo. Само это выражение — это название известного более древнего гимна. Эта же фраза есть и в латинском тексте гимна «Придите к Младенцу».
В 2005 году этот гимн был признан Рождественским гимном года.

## Русский текст
Ангелы, к нам весть дошла, 

Что звучала над землей. 

В ночь Христова Рождества, 

Наполняя мир хвалой.
Слава!
Слава в вышних Богу — 2 раза
Пастухи, что тешит вас? 

Наполняет торжеством? 

Повторите нам рассказ 

О Младенце неземном
Поспешите в Вифлеем 

Поклониться Богу сил 

О Спасителе Христе 

Хор небесный возвестил
В бедных яслях Он лежал, 

Хоть Владыка всей земли. 

К людям руки простирал, 

Чтобы все к Нему пришли